# Форд Фиеста
„Форд Фиеста“ (Ford Fiesta) е модел малки автомобили (сегмент B, супермини) на американската компания „Форд“, произвеждан от 1976 до 2023 година в седем поколения.

## Фиеста I (1976 – 1983)
Първото поколение на „Фиеста“ се произвежда от 1976 до 1983 г. Моделът е подготвен под наблюдението и с участие на тогавашния президент на компанията Ли Якока. Тя представлява голям успех за „Форд“ и е първият автомобил от категорията „супермини“ на марката в Европа. За кратко се продава и в Съединените щати.

## Фиеста II (1983 – 1989)
Второто поколение прави своя дебют през 1983 година и представлява основен фейслифт на модела. Предницата е изцяло нова, с променен капак, фарове и мигачи. Обновени са и стоповете. Като цяло обаче страничната линия е запазена, като във вратите и прозорците няма промяна.

## Фиеста III (1989 – 1997)
Третото поколение се произвежда в периода от 1989 до 1997 г. (от 1995 до 1997 година се продава като „Фиеста Класик“, успоредно с четвъртото поколение). За първи път се появява версия с 5 врати, както и базиран на модела лекотоварен автомобил – „Форд Къриър“. Това е и единствената сериозна ревизия на „Фиеста“ до излизането на шестото поколение в края на 2001 година. На практика това трето поколение няма нищо общо с първите две, освен името и някои двигатели, шасито е изцяло ново. Това е най-дълго произвежданото поколение. През 1994 година моделът е обновен с нови странични огледала, нов интериор, нови брони и по-богато оборудване. През този период се произвежда и модификацията SI с двигател 1,6 l и 16 клапана, който се отличава със заоблените си брони.

## Фиеста IV (1995 – 2002)
Четвъртото поколение се отличава с по-аеродинамичен дизайн от третото, но въпреки това е базирано на същото шаси. Това е видимо по основната форма на автомобила, която е подобна на тази на третото поколение, но по-овална. Спортният модел „Форд Пума“ и миниавтомобилът „Форд Ка“ са базирани на това поколение на „Фиеста“.
През 1999 година е направен лек фейслифт на четвъртото поколение (Mark V) с промени в предницата и задната броня, който се произвежда до началото на 2002 г. Нови са и моторите.

## Фиеста V (2002 – 2008)
Петото поколение на автомобила е представено на изложението във Франкфурт в края на 2001 година, а влиза в производство в началото на следващата 2002 година. Произвежда се до 2008 година в Европа, а на други места по света – до 2014 година. Това е най-голямата промяна в цялата история на модела, дори по-голяма от появата на третата генерация от 1989 г. Освен някои мотори, моделът няма нищо общо с по-старите поколения. Платформата и шасито са изцяло нови. В началото на 2006 година е направен фейслифт на това поколение, който променя броните, решетката на двигателя, предните и задните светлини, както и интериора. Тази „Фиеста“ е с осъвременен дизайн и има голям успех в продажбите.

## Фиеста VI (2008 – 2017)
Шестото поколение е в производство от 2008 до 2017 година.

### Двигатели
- Бензинови двигатели
- 1.25 Duratec – 1242 cc 4-цилиндров редови, DOHC, 16 V, алуминиев, електронно многоточково впръскване на горивото, електронна газ
- 1.4 Duratec – 1388 cc 4-цилиндров редови, DOHC, 16 V алуминиев, електронно многоточково впръскване на горивото, електронна газ
- 1.6 Duaratec – 1596 cc 4-цилиндров редови, DOHC, 16 V алуминиев, електронно многоточково впръскване на горивото, електронна газ
- 2.0 Duratec – 1999 cc 4-цилиндров редови, DOHC, 16 V алуминиев, електронно многоточково впръскване на горивото, електронна газ
- Дизелови двигатели
- 1.4 Duratorq TDCi Diesel – 1399 cc 4-цилиндров редови, алуминиев, директно впръскване под високо налягане, комън-рейл система, турбокомпресор, електронна газ
- 1.6 Duratorq TDCi Diesel – 1560 cc 4-цилиндров редови, директно впръскване под високо налягане, комън-рейл система, турбокомпресор с междинно охлаждане

### Сигурност
4 от 5 звезди на Euro NCAP за Mark 6 и Mark 7, което е много добър резултат.